# Baš nam je dobro
Baš nam je dobro je prva i jedina kompilacija hitova ženskog pop i dance sastava Feminnem. Izdana je 23. prosinca 2010. u Hrvatskoj i Bosni i Hercegovini. Pjesme na kompilaciji se nalaze na albumima "Feminnem Show", Lako je sve" i "Easy to See" te se pjesma "Pusti, pusti modu" prvi put pojavljuje na njihovom albumu.

## Promotivni singlovi
- "Pusti, pusti modu" je prvi singl i jedini promotivni singl s kompilacije. Popularni hit Zdravka Čolića pjevaju zajedno s Majom Šuput. Pjesma je prvi put izvedena na talent showu Nove TV Showtime (2007.) i tada je dosegla 16. mjesto na hrvatskoj glazbenoj top listi.

## Popis pjesama
| 1.    | »Mil Amantes« (feat. Miro & Sir Jam)   | 3:54 |
| 2.    | »Baš mi je dobro«                      | 3:57 |
| 3.    | »Pusti, pusti modu« (feat. Maja Šuput) | 4:23 |
| 4.    | »Chanel No. 5«                         | 3:26 |
| 5.    | »Neki lik«                             | 3:30 |
| 6.    | »Lako je sve«                          | 3:01 |
| 7.    | »Call Me«                              | 3:04 |
| 8.    | »2 srca 1 ljubav«                      | 3:25 |
| 9.    | »Oye, Oye, Oye« (feat. Alex Manga)     | 3:22 |
| 10.   | »Ovisna«                               | 3:59 |
| 11.   | »Don't Ask Me Why«                     | 3:40 |
| 12.   | »I'm Havin' a Good Time«               | 3:57 |
| 13.   | »Where I Need You«                     | 2:59 |
| 14.   | »Easy to See«                          | 3:01 |
| 46:58 |                                        |      |

## Top ljestvice
| Ljestvica (2011.) | Pozicija |
| ----------------- | -------- |
| Hrvatska          | 6        |

## Povijest izdavanja
| Država              | Nadnevak           | Producentska kuća | Format                 |
| ------------------- | ------------------ | ----------------- | ---------------------- |
| Hrvatska            | 23. prosinca 2010. | Croatia Records   | CD, digitalni download |
| Bosna i Hercegovina | 23. prosinca 2010. | Croatia Records   | CD, digitalni download |
| Ostatak svijeta     | 23. prosinca 2010. | Croatia Records   | digitalni download     |

## Vanjske poveznice
- Baš nam je dobro na iTunes.com
- Baš nam je dobro na crorec.hr